# Casa al carrer Mallol, 8
La casa al carrer Mallol, 8 és un habitatge a la vila de Sant Hipòlit de Voltregà (Osona) catalogada a l'Inventari del Patrimoni Arquitectònic de Catalunya. Construcció del darrer quart del segle xviii (1774) que pertanyia a un paraire. La casa aprofita part de la teulada de la senyorial casa del Mallol, situada al costat.
Actualment és habitada i ha sofert dues intervencions que han alterat la seva fesomia original: la construcció d'un pis al nivell de les golfes i l'arrebossat de la façana de pedra.
Construcció de planta quadrangular, de planta baixa, pis i golfes (habilitades actualment com a pis). La teulada és de teula àrab i de dues vessants. A la planta baixa es pot veure la col·locació de dues llindes paral·leles i a la mateixa alçada, una per la porta principal i l'altra per a una finestra, la qual cosa es troba en altres edificis de la mateixa època. Al primer pis hi ha una finestra allindada amb la llinda i els brancals de pedra i l'ampit motllurat. A les tres llindes es troben motius en relleu: a la planta baixa hi ha una carda i al primer pis hi ha la data "1774".